# Relation humaine
 (mai 2025).
Si vous disposez d'ouvrages ou d'articles de référence ou si vous connaissez des sites web de qualité traitant du thème abordé ici, merci de compléter l'article en donnant les références utiles à sa vérifiabilité et en les liant à la section « Notes et références ».

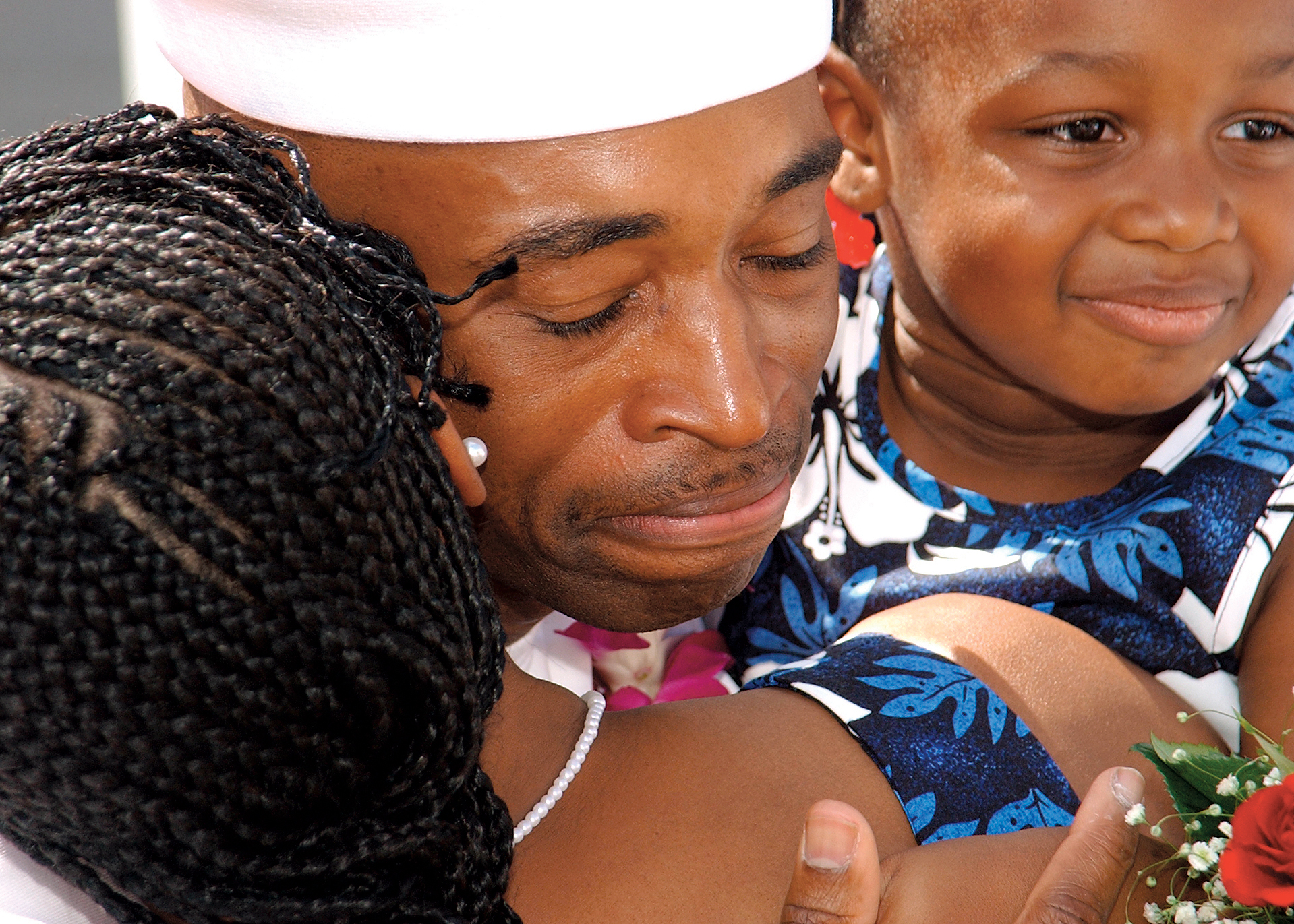
Un marin affecté au croiseur lance-missiles serre dans ses bras sa femme et son fils après un déploiement de six mois et demi au sein du groupe expéditionnaire de frappe, en 2004.

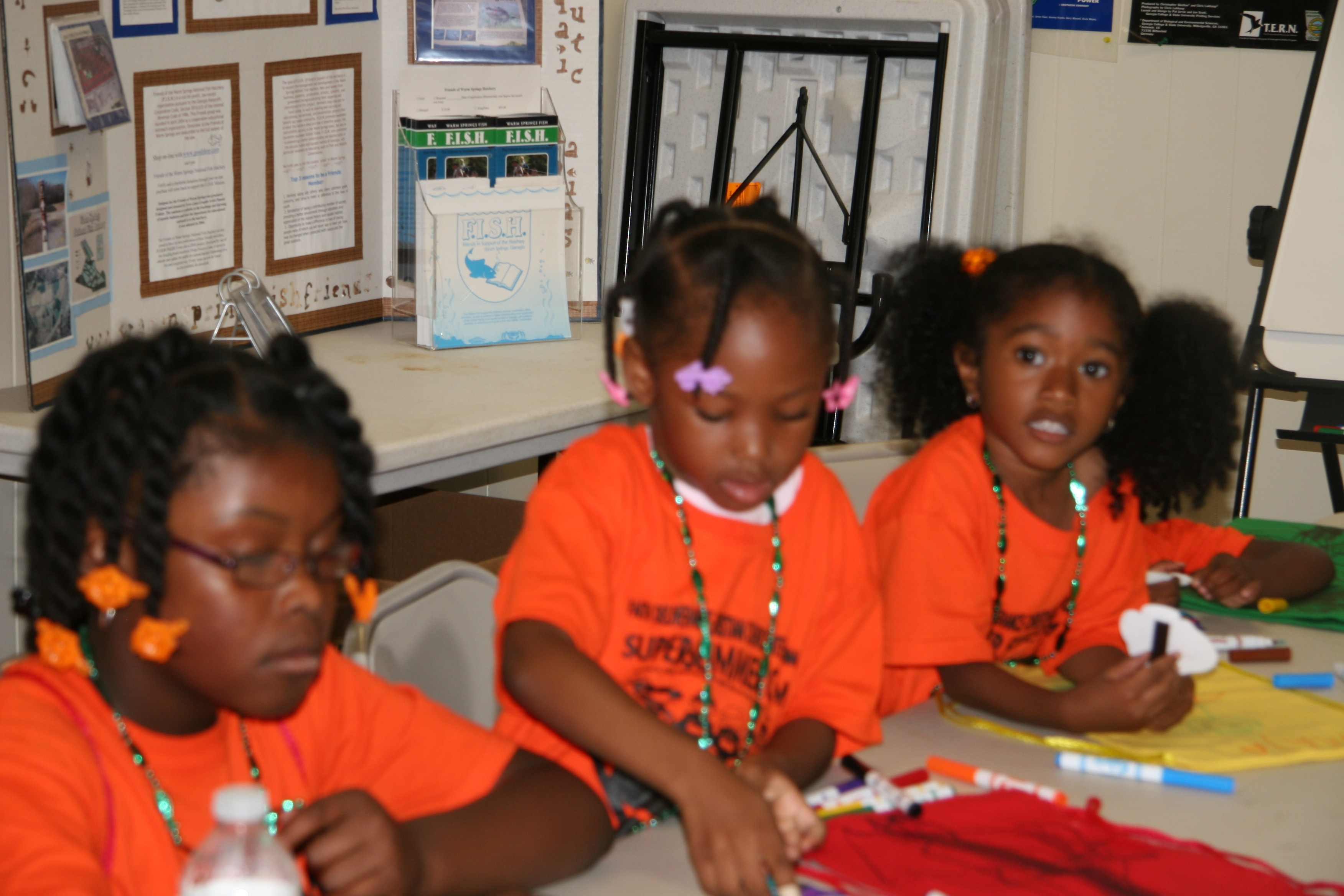
Relation humaine.

Une relation humaine implique au moins deux êtres humains et est souvent décrite via des aspects différents, si l'on s'intéresse à la nature de la relation ou si l'on s'intéresse aux personnes en relation. Plusieurs disciplines universitaires travaillent à l'analyser. Certaines étudient régulièrement les questions que pose la société contemporaine : la psychologie, les sciences de la communication, la sociologie ; d'autres se placent dans la perspective de l'anthropologie, de la sémiotique ou allient les deux comme l'anthroposémiotique.
Deux personnes qui se rencontrent établissent une relation. Pour les chercheurs en sciences de l'information et de la communication descendants intellectuels de l'École de Palo Alto (dont Paul Watzlawick), deux personnes en présence « ne peuvent pas ne pas avoir de comportements », et ceux-ci induisent la relation. Ce qui se passe au cours de la relation est difficile à comprendre rationnellement.

## Genres de relations humaines
Les relations humaines peuvent par exemple être basées sur l'amitié, l'amour, le désir, la solidarité, la sincérité, l'hypocrisie, l'opportunisme, le mensonge, le rapport de force, l'admiration, la peur ou la jalousie. Certaines personnes vivront avec l'autre, un ou plusieurs de ces sentiments, de manière plus ou moins longue.

## Influences dans les relations humaines
Les relations humaines peuvent être influencées par la nature de deux individus sur des thèmes très variés, de manière positive ou négative, et du degré d'importance que l'on accorde à ces ressemblances ou différences, comme :
- la récréation dans les établissements scolaires ;
- l'hygiène corporelle ;
- la langue et la capacité d'échanger dans une même langue pour communiquer oralement ou par écrit ;
- La position hiérarchique ;
- le sexe ;
- le signe du zodiaque ;
- la personnalité (extraverti ou introverti), la politesse ;
- la réputation, la notoriété ;
- l'apparence physique : la couleur de la peau, la couleur des cheveux, la coiffure, le poids, la taille, la musculature (forte, moyenne ou faible), la beauté, la laideur, tatouage ou piercing ;
- la santé physique (maladie ou handicap) ou mentale ;
- les vêtements, la mode ;
- la classe sociale, le revenu, le patrimoine ;
- le niveau d'intelligence ;
- le niveau d'études ;
- Le niveau de connaissances en général ou sur un thème en particulier et le degré du savoir-faire, ou de connaissance technique ;
- le métier, et si le métier est exercé dans le secteur privé ou dans la fonction publique ;
- le niveau dans la hiérarchie ;
- le chômage ;
- la retraite ;
- le lieu de naissance ;
- la nationalité, la double nationalité et si cette nationalité a été acquise par naturalisation de l'individu ou des parents de l'individu ;
- le lieu d'habitation (ville, banlieue, quartier, campagne, montagne), le genre d'habitation (villa ou immeuble), propriétaire ou locataire ;
- la croyance ;
- l'orientation politique ;
- le rapport à la protection de l'environnement ;
- le principal mode de déplacement : automobile, motocyclette, scooter, bicyclette, transport en commun, marche à pied ;
- le régime alimentaire ;
- la possession d'un animal domestique ou d'un animal sauvage ;
- l'orientation sexuelle ;
- l'état civil : mariage, couple, célibat, polygamie, divorce ;
- la maternité, la paternité ;
- la stérilité, la virginité, l'asexualité ;
- la conception des relations amoureuses : relation exclusive, libre, polyamour ;
- le statut de l'enfant, avec des parents ou orphelin ;
- l'âge et les relations intergénérationnelles : la jeunesse, l'adulte, la vieillesse ;
- le fait d'entretenir ou non des relations amicales ou non avec une ou des autres personnes en particulier.
- les loisirs et centres d'intérêt : le sport (type de sport, soutien à une équipe ou à un(e) sportif(ve)), l'art : musique et genres musicaux (classique, jazz, rock, pop, rapp, électro), peinture (genre de peinture), théâtre (genre de pièces), cinéma (genre de film), opéra, l'architecture, jeux vidéo, les collections, les nouvelles technologies, la brocante, la cuisine, les cartes, les échecs, jeux de société ;

Ces thèmes qui influencent les relations humaines peuvent avoir pour origine l'éducation parentale, l'éducation scolaire, la propagande de l'État, d'un groupe, l'influence des médias, les rencontres d'autres individus qui voient évoluer sa propre opinion, et le degré que l'on accorde à ces influences.
Sur le plan individuel, l'importance que l'on consacre à s'instruire sur ces différents thèmes permet de porter un regard différent sur l'autre et les relations humaines se modifient. Soit en cherchant à discuter avec l'autre « différent », soit en s'instruisant à travers des livres, documentaires, films ou chansons.
Les relations humaines ont évolué durant les époques et le brassage des populations, et tendent à avoir plus d'ouverture d'esprit avec le temps.
Les relations humaines peuvent changer en fonction de l'évolution que l'on subit ou choisit soi-même, ou que l'autre subit, par choix ou non, sur ces différents thèmes. L'un des individus peut par exemple changer de classe sociale, d'apparence, d'état civil, de métier, de loisirs, tomber malade. Celui qui subit ou choisit un changement, peut décider de prendre ses distances, ou alors l'autre individu qui voit l'autre changer peut décider de prendre ses distances. Un changement de soi-même ou de l'autre, peut aussi avoir l'effet inverse, et rapprocher des individus.
Les relations humaines peuvent aussi changer en fonction de l'apprentissage et les découvertes que l'on fait sur l'autre individu. Avec le temps, les individus qui se fréquentent et se parlent apprennent à mieux se connaître et les relations humaines évoluent dans un sens positif ou négatif en découvrant de nouveaux traits de caractère ou d'opinions sur différents thèmes. En cas de mensonges ou de travestissement de la vérité, la réalité se fait peu à peu à jour.
Les relations humaines sont aussi influencées lors de grands bouleversements de la société : guerre, famine, épidémie, catastrophe naturelle, système politique (monarchie, régime parlementaire, régime dictatorial avec la méfiance de son interlocuteur (dénonciation), démocratie. Ces bouleversements peuvent influencer des personnes qui se connaissent, qui découvrent une part méconnue de la personnalité de l'autre, de façon positive ou négative, au regard de ces changements, ou qui ne se connaissent pas et qui auraient eu d'autres rapports humains dans un autre contexte.
Certaines analyses se spécialisent sur les relations qui se déclarent être des relations fondées sur l'amour, les relations parent-enfant, les relations familiales, la fraternité, la solidarité, la compagnie ou d'autres types d'activités sociales, telles que les relations médecin-patient.

## Relations de groupe
Un individu peut également avoir une relation avec un groupe de plusieurs personnes, comme en matière de communication d'entreprise ou de communication politique.
Lorsqu'un individu entre en relation avec d'autres, chacun essaiera de se faire une idée de la situation, de façon à déterminer quel sera le comportement adapté. Une femme, un homme, le fera à partir des événements qui se déroulent, mais, souvent, il ne se passe rien qui puisse éclairer avec certitude les intentions des gens. Erving Goffman, dans son livre La Mise en scène de la vie quotidienne, explique que dans ce cas, un homme présent aura tendance à produire des signes qui l'engageront, qui permettront aux autres de connaître exprès son état d'esprit. Ces signes auront une expression explicite, et une expression indirecte. La première expression est considérée consciente, la deuxième inconsciente, mais une telle distinction est trompeuse. Une femme, dans les relations humaines, ne pourra faire avec certitude la distinction entre les deux formes. En fait, les relations se passent comme si chacun prenait un engagement, les autres ne pouvant, en toute rigueur, lui faire entièrement confiance, et étant obligés d'élaborer des conjectures pour s'orienter. William Isaac Thomas, sociologue américain, explique : « Nous vivons sur des hypothèses. Je suis, par exemple, votre invité. Vous ne savez pas, vous ne pouvez pas poser de façon scientifique que je n'ai pas l'intention de voler votre argent ou vos petites cuillères. »
L'attitude d'estivants sur une plage est typique de ces expressions indirectes, considérées comme spontanées, mais souvent entièrement pilotées par soi. L'estivant les orientera en fonction de l'effet social qu'il escompte. Ces simulacres sont plus ou moins conscients. Ils seront déterminés par le milieu social de l'estivant et intégrés par lui, ou issus du niveau social habituel de la plage, l'estivant voulant s'y adapter. Pour évaluer la réalité des impressions qu'une personne veut produire, l'entourage s’appuiera sur sa communication verbale, mais surtout sur les attitudes non verbales qu'elle prend, considérées comme plus difficiles à falsifier. Il y a dissymétrie de communication, la personne d'origine ayant beaucoup plus de difficultés que les autres à évaluer ses attitudes intuitives. Ce modèle ne se retrouve pas seulement sur une plage, mais dans tout autre contexte social. Ainsi, une femme des Shetland, pour savoir si un convive appréciait la nourriture qu'elle lui offre, non seulement écoute ce qu'il dit, mais encore surveille la vitesse à laquelle il porte la fourchette à sa bouche. Toutefois, la personne évaluée, sachant qu'elle est évaluée, peut à son tour exploiter les signes supposés spontanés qu'elle produit, et les exploiter à son profit. Ainsi, encore aux Shetland, un homme entre dans la maison d'une connaissance avec un sourire aux lèvres pour manifester son contentement ; c'est une attitude spontanée mais, sachant cela, il est courant qu'il manifeste ce sourire dans la rue, bien avant d'entrer, pour que tout le monde sache qu'il va voir telle personne et qu'il en est content. Dans ce jeu de cache-cache, les partenaires considèrent la première interaction comme la plus significative. Ainsi, un professeur, la première fois qu'il prend une classe, essaiera la plupart du temps de montrer qui est le patron. Ou encore, un personnel médical installera un malade sans ménagement lors de son arrivée, pour éviter que ce dernier ne se mette à vouloir les commander.
Durant l'interaction, il arrive que des accidents viennent contredire les impressions données par les unes ou d'autres. Il en résulte de la gêne, de la honte, de l'hostilité. Toute personne est en droit d'être considérée selon ce qu'elle déclare être, mais, en retour, il est exigé d'elle qu'elle le soit réellement, qu'elle l'affirme implicitement ou explicitement. Un groupe humain donné s'active sans cesse pour que ces incompréhensions n'arrivent pas ; l'auteur montre le plus clairement possible l'allure avec laquelle il veut apparaitre, et ses proches agissent avec tact avec lui. Ces précautions jouent un rôle important dans la vie d'un groupe, et il existe dans toutes les sociétés des histoires amusantes, réelles ou imaginaires, relatant les échecs de ces jeux d'apparence ; par exemple, un matelot, rentrant chez lui, demande par inadvertance à sa mère de lui « passer ce putain de beurre », continuant les habitudes qu'il avait à bord, ou bien une reine aveugle s'adressant par erreur à un ambassadeur pour lui demander des nouvelles du roi son époux.

## Politique
Les relations humaines de quelques personnes peuvent avoir un impact sur la vie humaine à grande échelle comme dans le cas des relations internationales et diplomatiques.

## Différence avec les ressources humaines
Bien que d'apparence « semblable », il ne faut pas confondre les relations humaines et les ressources humaines : le premier s'intéresse aux relations entre les êtres humains et le deuxième correspond à la gestion du personnel dans une entreprise.

## Sociologie
La sociologie s'intéresse à ces deux aspects, mais replacés dans le champ de la structuration de la société, des relations impliquant des groupes, formant des réseaux sociaux ; étudiés par ailleurs par la psychologie sociale qui s'intéresse notamment aux relations interpersonnelles, incluant des relations de type « dominant/dominé » et « maltraitant/victime ». La sociologie des organisations étudie notamment les interactions entre individus dans une entreprise.
Le mouvement des relations humaines s'est structuré dans les années 1930 autour d'Elton Mayo.